# Hippopsicon lacteolum
Hippopsicon lacteolum är en skalbaggsart som beskrevs av Thomson 1858. Hippopsicon lacteolum ingår i släktet Hippopsicon och familjen långhorningar.
Artens utbredningsområde är Gabon. Inga underarter finns listade i Catalogue of Life.